# Jamesbrittenia dissecta
Jamesbrittenia dissecta là một loài thực vật có hoa trong họ Huyền sâm. Loài này được (Delile) Kuntze mô tả khoa học đầu tiên năm 1891.